# 16.º Ejército Japonés de Área
El 16.º Ejército Japonés de Área (第16方面軍, Dai jyūroku hōmen gun) fue un ejército de campaña del Ejército Imperial Japonés durante las etapas finales de la Segunda Guerra Mundial.

## Historia
El 16.º Ejército Japonés de Área se formó el 1 de febrero de 1945 bajo el Mando de Defensa General como parte del último esfuerzo de defensa desesperado del Imperio del Japón para disuadir posibles desembarcos de las fuerzas aliadas en Kyūshū durante la Operación Downfall (u Operación Ketsugō (決号作戦 , Ketsugō sakusen) en terminología japonesa). Fue transferido al recién formado Segundo Ejército General el 8 de abril de 1945. El 16.º Ejército Japonés de Área tenía su sede en lo que ahora es parte de la ciudad de Chikushino, en la prefectura de Fukuoka. El liderazgo del 16.º Ejército Japonés de Área también ocupó puestos equivalentes en el Ejército del Distrito Occidental y tuvo el honor de recibir sus nombramientos personalmente del Emperador Hirohito en lugar del Cuartel General Imperial. En el momento de la rendición japonesa, el 16.º Ejército Japonés de Área tenía 916.828 efectivos en Kyushu, ya sea en posición o en varias etapas de despliegue.
Aunque los japoneses pudieron reclutar una gran cantidad de nuevos soldados, equiparlos fue más difícil. En agosto, el ejército japonés tenía el equivalente a 65 divisiones en el país natal, pero solo equipo suficiente para 40 y municiones suficientes para 30. Los japoneses no decidieron formalmente apostar todo por el resultado de la batalla de Kyūshū, pero concentraron su activos hasta tal punto que quedaría poco en reserva. Según una estimación, las fuerzas en Kyūshū tenían el 40% de todas las municiones en archipiélago japonés.

Además, los japoneses habían organizado los Cuerpos Voluntarios de Combate, que incluía a todos los hombres sanos de 15 a 60 años y mujeres de 17 a 40 años, para realizar apoyo de combate y, en última instancia, trabajos de combate. En general, faltaban armas, entrenamiento y uniformes: algunos hombres estaban armados con nada mejor que mosquetes de avancarga, arcos largos o lanzas de bambú; sin embargo, se esperaba que se las arreglaran con lo que tenían.
Una estudiante de secundaria movilizada, Yukiko Kasai, se encontró con un punzón y le dijo: "Incluso matar a un soldado estadounidense servirá... Debes apuntar al abdomen".
El 16.º Ejército Japonés de Área fue desmovilizado en la rendición de Japón el 15 de agosto de 1945 sin haber entrado en combate.

## Lista de comandantes

### Comandante en Jefe
|   | Nombre                          | Desde                | Hasta                |
| - | ------------------------------- | -------------------- | -------------------- |
| 1 | Teniente general Isamu Yokoyama | 1 de febrero de 1945 | 15 de agosto de 1945 |

### Jefe de Estado Mayor
|   | Nombre                            | Desde                | Hasta                |
| - | --------------------------------- | -------------------- | -------------------- |
| 1 | Teniente general Wataro Yoshinaka | 1 de febrero de 1945 | 3 de mayo de 1945    |
| 2 | Teniente general Masazumi Inada   | 3 de mayo de 1945    | 15 de agosto de 1945 |